# Coppa Italia 2014-2015 (hockey su ghiaccio)
La Coppa Italia 2014-2015 di hockey su ghiaccio è stata la 19ª edizione del trofeo.

## Formula
La Coppa Italia 2014-15 cambiò ancora una volta formula rispetto alle edizioni precedenti, sebbene in maniera meno radicale. La disputa della Final Four non fu assegnata preventivamente, pertanto nessuna squadra si qualificò di diritto.
Le prime otto squadre classificate al termine del primo girone di andata della regular season si qualificarono per i quarti di finale. Il 30 ottobre si tenne il draft, durante il quale le quattro squadre meglio classificate poterono, in ordine di classifica, scegliere la propria avversaria tra le squadre classificate dal quinto all'ottavo posto.
Nel turno preliminare le squadre si affrontarono al meglio dei tre incontri, con la prima e l'eventuale terza partita giocate in casa della squadra meglio classificata.
Le squadre si incontrarono poi in un'unica sede per semifinali e finale, giocate in due giorni consecutivi (24 e 25 gennaio 2015): la cosiddetta Final Four. Il luogo dove si disputarono le gare fu scelto dopo il turno preliminare. Il 4 dicembre 2014 la FISG annunciò che la scelta era caduta su Milano.

## Qualificazione
Le squadre classificate alle prime otto posizioni al termine del girone di andata sono state:
1. Ritten-Renon
2. Val Pusteria
3. Valpellice
4. Asiago
5. Milano Rossoblu
6. Gherdëina
7. Eppan-Appiano
8. Cortina

### Draft
Nel corso del primo intervallo dell'incontro tra Val Pusteria ed Asiago disputato il 30 ottobre si è tenuto il draft. Il Renon ha scelto l'Appiano, il Val Pusteria ha scelto il Gherdëina ed il Valpellice ha scelto il Cortina. Di conseguenza, il quarto accoppiamento è stato tra Asiago e Milano.
| Squadra 1    | Risultato | Squadra 2       |
| ------------ | --------- | --------------- |
| Ritten-Renon | 2-0       | Eppan-Appiano   |
| Val Pusteria | 2-0       | Gherdëina       |
| Valpellice   | 2-0       | Cortina         |
| Asiago       | 0-2       | Milano Rossoblu |

## Quarti di finale

### Renon - Appiano
| Renon 27 novembre 2014, ore 20:30 | Renon                         | 5 – 1 (4-0; 1-1; 0-0) referto | Appiano | Arena Ritten (429 spett.)\| Arbitri: \| Claudio Ferrini Thomas Gasser \| |
| Arbitri:                          | Claudio Ferrini Thomas Gasser |                               |         |                                                                          |

| Appiano sulla Strada del Vino 29 novembre 2014, ore 19:30 | Appiano       | 1 – 6 (0-3; 0-2; 1-1) referto | Renon | Stadio del ghiaccio di Appiano (381 spett.)\| Arbitro: \| Karel Metelka \| |
| Arbitro:                                                  | Karel Metelka |                               |       |                                                                            |

### Val Pusteria - Gherdëina
| Brunico 27 novembre 2014, ore 20:30 | Val Pusteria                    | 4 – 0 (2-0; 1-0; 1-0) referto | Gherdëina | Leitner Solar Arena (900 spett.)\| Arbitri: \| Glauco Colcuc Leandro Soraperra \| |
| Arbitri:                            | Glauco Colcuc Leandro Soraperra |                               |           |                                                                                   |

| Selva di Val Gardena 29 novembre 2014, ore 20:30 | Gherdëina                        | 2 – 3 (0-1; 1-1; 1-1) referto | Val Pusteria | Pranives (900 spett.)\| Arbitri: \| Gregory Loreggia Andrea Benvegnù \| |
| Arbitri:                                         | Gregory Loreggia Andrea Benvegnù |                               |              |                                                                         |

### Valpellice - Cortina
| Torre Pellice 27 novembre 2014, ore 20:30 | Valpellice                  | 4 – 1 (2-1; 1-0; 1-0) referto | Cortina | Pala Cotta Morandini (1.078 spett.)\| Arbitri: \| Nadir Ceschini Alex Lazzeri \| |
| Arbitri:                                  | Nadir Ceschini Alex Lazzeri |                               |         |                                                                                  |

| Cortina d'Ampezzo 29 novembre 2014, ore 20:30 | Cortina                   | 2 – 4 (0-1; 1-3; 1-0) referto | Valpellice | Stadio Olimpico del Ghiaccio (220 spett.)\| Arbitri: \| Andrea Moschen Luca Marri \| |
| Arbitri:                                      | Andrea Moschen Luca Marri |                               |            |                                                                                      |

### Asiago - Milano
| Arbitri: | Luca Cassol Claudio Pianezze |

|  |                |  |
|  | Shootout 0 – 1 |  |

| Milano 29 novembre 2014, ore 18.30 | Milano Rossoblu | 2 – 1 (d.t.s.) (0-0; 1-1; 0-0; 1-0) referto | Asiago | PalaAgorà (2.023 spett.)\| Arbitro: \| Fabio Lottaroli \| |
| Arbitro:                           | Fabio Lottaroli |                                             |        |                                                           |

## Final Four
Le squadre qualificate alla Final Four sono:
1. Ritten-Renon
2. Val Pusteria
3. Valpellice
4. Milano Rossoblu

La scelta della federazione sulla città organizzatrice cadde su Milano.
|  | Semifinali      | Semifinali      | Semifinali      |                 |              | Finale       | Finale | Finale |  |
|  |                 |                 |                 |                 |              |              |        |        |  |
|  | Ritten-Renon    | Ritten-Renon    | 3†              |                 |              |              |        |        |  |
|  | Ritten-Renon    | Ritten-Renon    | 3†              |                 |              |              |        |        |  |
|  | Val Pusteria    | Val Pusteria    | 2               |                 |              |              |        |        |  |
|  | Val Pusteria    | Val Pusteria    | 2               |                 | Ritten-Renon | Ritten-Renon | 4      |        |  |
|  |                 |                 |                 |                 | Ritten-Renon | Ritten-Renon | 4      |        |  |
|  |                 |                 | Milano Rossoblu | Milano Rossoblu | 2            |              |        |        |  |
|  | Valpellice      | Valpellice      | Milano Rossoblu | Milano Rossoblu | 2            | 2            |        |        |  |
|  | Valpellice      | Valpellice      |                 |                 |              |              |        |        |  |
|  | Milano Rossoblu | Milano Rossoblu | 6               |                 |              |              |        |        |  |

†: partita terminata ai tempi supplementari
‡: partita terminata ai tiri di rigore

### Semifinali
| Arbitri: | Luca Cassol Karl Pichler |

|                                                            |           |                                                              |
| Devos (Tauber, Glira) 13:48 Scandella (Devos, Hofer) 31:06 | Marcatori | 02:01 Scelfo (Alber, Daccordo) 35:04 Scelfo 63:14 T. Spinell |

| Arbitri: | Claudio Ferrini Andrea Moschen |

| |           |                                              |
| Caletti (Murray, Fontanive) 08:13 Campanale (Vallorani, Fontanive) 28:52 Murray (Vallorani, Waddell) 31:49 Lutz (Caletti, Vallorani) 35:58 Petrov (Migliore, Campanale) 44:48 Vallorani (Caletti, Fontanive) 45:45 | Marcatori | 09:57 DiCasmirro (Johnson, Pope) 39:52 Brine |

### Finale
| Arbitri: | Andrea Benvegnù Michele Gastaldelli |

| |           |                                                                |
| Rampazzo (Tudin, S. Kostner) 03:57 Gruber (Johannson) 41:10 Felicetti (Scelfo) 53:16 Gruber (S. Kostner, J. Kostner) 53:51 | Marcatori | 09:50 Terzago (Petrov, Murray) 54:08 Vallorani (Fontanive, Re) |

## Verdetti
- Vincitrice Coppa Italia:  Ritten Sport

| Campioni della Coppa Italia 2014-2015 Ritten Sport | Portieri: Fabian Weinhandl, Roland Fink Difensori: Travis Ramsey (C), Ivan Tauferer, Ruben Rampazzo, Andrea Ambrosi, Christian Borgatello, Ingemar Gruber Attaccanti: Luca Felicetti, Eric Johansson, Andreas Alber, Julian Kostner, Alexander Eisath (A), Daniel Tudin, Markus Spinell, Simon Kostner, Lorenz Daccordo, Luca Ansoldi, Mirko Quinz, Patrick Rissmiller, Emanuel Scelfo, Thomas Spinell (A) Staff Tecnico: Marty Raymond (Allenatore), Roberto Scelfo (Ass. allenatore) |